# Ludvig Manthey
Pour les articles homonymes, voir Manthey.
Johan Georg Ludvig Manthey, né le 3 juin 1769 à Glückstadt et mort le 18 janvier 1842 à Copenhague, est un pharmacien danois.  Il est propriétaire de la pharmacie Lion dans la capitale danoise de 1791 à 1805, dirige les usines d'Ørholm et de Brede de 1805 à 1811 et est directeur de la manufacture royale de porcelaine de Copenhague de 1796 à 1812. Il vit sur le domaine de Falkensteen à Slagelse à partir de 1812. 

## Biographie

### Enfance et éducation
Ludvig Manthey, né à Glückstadt, est le fils du prêtre de garnison Johan Gustav Ludvig Manthey (1735-1813) et de Sophia Dorothea Hermes (1745-1826). Son père est ensuite curé de l'église allemande Saint-Pierre de Copenhague. Son frère cadet est Johan Daniel Timotheus Manthey.
Ludvig Manthey étudie la médecine à l'université de Copenhague et est nommé en 1788 chirurgien en chef sur un navire de la marine et, plus tard la même année, maître de conférences à Copenhague. Il est également employé comme professeur à la pharmacie de l'hôpital Frederiks, bien qu'il n'ait pas fait d'apprentissage de la pharmacie. En 1789, il obtient également un diplôme de pharmacien de l'université. Il obtient la bourse de voyage de Cappel et poursuit ses études à l'étranger.

### Carrière
En 1791, Ludvig Manthey succède à Christopher Günther, son beau-père, en tant que pharmacien et propriétaire de la pharmacie Lion sur Amagertorv à Copenhague. Cela lui vaut les protestations du Conseil médical (det medicinske kollegium) en raison de son manque de formation formelle en tant que pharmacien.
En 1795, il est engagé comme maître de conférences en chimie à l'université et, plus tard la même année, comme professeur extraordinaire. En 1796, il est nommé directeur de la Manufacture royale de porcelaine. En 1800, il est envoyé à l'étranger pour étudier la fabrication de la porcelaine. Hans Christian Ørsted, son protégé, gère sa pharmacie pendant son absence.
Il vend la pharmacie en 1805 et dirige ensuite les usines d'Ørholm et de Brede jusqu'en 1811.
Il est membre de l'Académie royale danoise des sciences et des lettres depuis 1804 et est assesseur du Sundhedskollegiet en 1803-05. Il écrit un nombre important d'articles scientifiques et contribue à Pharmacopoea Danica (1805).

### Vie personnelle
Ludvig Manthey est marié deux fois. Sa première femme est Augusta Günther (1768-1806), une fille du pharmacien Christopher Günther (1730-90) et de Sophie Charlotte Hauber (1733-87). Le couple est marié le 19 août 1791 à l'église Saint-Pierre de Copenhague. Sa seconde épouse est Annette (Ane) Pauline Holten (1785-1855), fille du pharmacien et futur douanier Johannes (Hans) Holten (1741-1816) et d'Ane Margrethe Abildgaard (1747-1826). Elle est la sœur du banquier Nicolai Abraham Holten et la petite-fille de l'artiste Nicolai Abraham Abildgaard. Le couple se marie le 24 janvier 1808.
Ludvig Manthey acquiert Søllerødgård en 1811. En 1812, il l'échangé contre Falkensteen à Slagelse. Il meurt le 18 janvier 1842 à Copenhague et est inhumé à Gerlev à Slagelse.